# Спиково
Спиково (на македонска литературна норма: Спиково) е село в югоизточната част на Северна Македония.

## География
Селото е разположено на територията на днешната община Пехчево, на 6-7 кm югоизточно от градчето Пехчево в подножието на едноименния връх Спиково.

## История
В Спиково има останки от старохристиянска църква.
В XIX век Спиково е малък български чифлик (единствен в Пехчевско заедно с Чифлик) в Пехчевска кааза на Османската империя с около 40 къщи. В 1894-1896 година има 20 къщи християни. Според статистиката на Васил Кънчов („Македония. Етнография и статистика“) от 1900 година Спиково има 136 жители, всички българи християни.
Цялото население на селото е под върховенството на Българската екзархия. По данни на секретаря на екзархията Димитър Мишев („La Macédoine et sa Population Chrétienne“) в 1905 година в Спиково (Spikovo) има 80 българи екзархисти.
Селото е напуснато около 1967 година.
От 2001 година в Спиково се провежда традиционен събор, наречен Спикияда (Спикијада).
Селото е възстановено със закон през септември 2014 година.

## Личности
Родени в Спиково
- Никола Спиковчето, български революционер, деец на ВМРО[10]